# Diphyus ormenus
Diphyus ormenus är en stekelart som först beskrevs av Ezra Townsend Cresson 1864.
Diphyus ormenus ingår i släktet Diphyus och familjen brokparasitsteklar. Inga underarter finns listade i Catalogue of Life.